# Bibliothekszentrum des Landkreises Aschaffenburg
Das Bibliothekszentrum des Landkreises Aschaffenburg ist eine öffentliche Bibliothek in Hösbach in Bayern.

## Geschichte
Die Bibliothek wurde 1976 gegründet und war im Gebäude des Hanns-Seidel-Gymnasiums untergebracht. Im Jahr 2001 zog sie in den Neubau auf der Nordseite des Schulzentrums um.

## Angebote
Die Bestände des Bibliothekszentrums umfassen auf zwei Stockwerken ca. 28.000 Medien, darunter über 9.000 Fach- und Sachbücher, über 6.000 Romane, 1.300 Hörbücher sowie 800 DVD und Bluray, sowie Tageszeitungen und über 50 Zeitschriften. Im Kinder- und Jugendbereich können ca. 7.800 Bücher, 1.800 Kinder-CDs, 290 Tonies, 50 Spiele, 260 Kinderfilme und 210 Nintendo-Switch-Spiele entliehen werden.
Über die Franken-Onleihe kann darüber hinaus auf E-Books zugegriffen werden, sodass der Gesamtbestand etwa 76.710 Medien umfasst. Das Bibliothekszentrum ist zudem Teil des Bibliotheksverbundes Bayern, über dessen Katalog per Fernleihe wissenschaftliche Medien bestellbar sind.
Für die benachbarten Schulen werden vom Bibliothekspersonal Führungen, Unterrichtsmodule im Bereich Informations- und Medienkompetenz sowie Unterstützung beim Verfassen von Seminararbeiten angeboten. Die Arbeitsbereiche im Obergeschoss können für Schularbeiten und Unterrichtseinheiten genutzt werden. Weitere Angebote sind der Sommerferien-Leseclub oder Autorenlesungen, und auch der Vorlesewettbewerb des Börsenvereins des Deutschen Buchhandels findet jährlich in den Räumlichkeiten des Bibliothekszentrums statt.

## Auszeichnungen
Das Bibliothekszentrum wurde 2024 zum wiederholten Mal mit dem Gütesiegel „Bibliotheken – Partner der Schulen“ ausgezeichnet.